# La Lana
La Lana, właśc. Lana Jurčević (ur. 7 listopada 1984 w Zagrzebiu) – chorwacka piosenkarka pop i tancerka.

## Młodość
Jest córką Chorwata i Bośniaczki, Damira i Esmy Jurčeviciów. Jej rodzice rozwiedli się.
Ukończyła studia dziennikarskie na Wydziale Nauk Politycznych w Zagrzebiu.

## Kariera muzyczna
Zainteresowanie śpiewaniem wyrażała już jako dziecko. Na profesjonalnej scenie muzycznej zadebiutowała w 2003, występując u boku Severiny na jednym z koncertów. Niedługo później wydała debiutancki album studyjny, zatytułowany po prostu Lana. W 2004 zajęła szóste miejsce z piosenką „Prava istina” na festiwalu Dora.

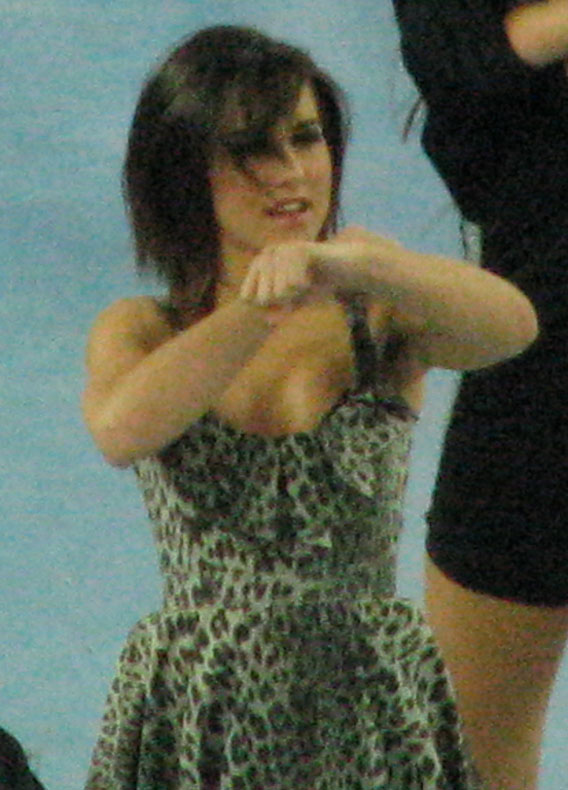
La Lana, 2008

W 2005 zwyciężyła w finale 24. Festiwalu Chorwackiego Radia, na którym wystąpiła z utworem „Ovo nije istina”. W 2006 wydała piosenkę „Prava ljubav”, którą nagrała w duecie z Luką Nižeticiem i stała się przebojem w kraju, a także wydała drugi album studyjny pt. 1 razlog. Płytę promowała singlem „Najbolja glumica”, z którym zajęła ósme miejsce w finale festiwalu Dora 2006.
W 2008 zaprezentowała trzeci album pt. Volim biti zaljubljena, promowany tytułowym singlem, który został wykorzystany w promocji akcji społecznej Pokonajmy raka piersi i macicy (chor. Prekrižimo rak dojke i rak maternice). W 2010 wydała pierwszy album kompilacyjny pt. Kopija, na którym umieściła swoje największe przeboje, takie jak „Okovi na srcu”, „Razlog” czy „Začaran”.
4 grudnia 2012 wydała album studyjny pt. Pobjede i porazi, na którym po raz pierwszy zamieściła w pełni autorski materiał. W 2014 wzięła udział jako reprezentantka Chorwacji w nagraniach utworu „Live It”, będącego hymnem Mistrzostw Świata w Piłce Ręcznej Mężczyzn 2015 odbywających się w Katarze.
W 2015 ponownie nawiązała współpracę z Luką Nižeticiem, z którym nagrała utwór „Od najgorih najbolji”. Piosenka znalazła się na jej piątym albumie studyjnym pt. Tabu, który wydała w 2017. Na płycie umieściła również utwór „Noć bez granica”, który nagrała z zespołem Connect.
W styczniu 2020 rozpoczęła działalność muzyczną pod pseudonimem La Lana i wydała singiel „So Messed Up”, do której zrealizowała teledysk.

## Działalność pozamuzyczna
Zajęła drugie miejsce w finale drugiej edycji programu rozrywkowego Ples za zvijezdama (2006). Uczestniczyła również w programie Ja to mogu (2005–2006) i zajęła trzecie miejsce w finale trzeciej serii programu Tvoje lice zvuči poznato (2016).
Współprowadziła festiwal Dora 2008.
W 2010 założyła własną szkołę tańca w Zagrzebiu.
Wystąpiła w kampaniach reklamowych marek, takich jak Nestlé, Nokia/Microsoft czy GlaxoSmithKline. W 2018 rozpoczęła sprzedaż własnej linii kosmetyków La Piel.

## Życie prywatne
W czasach szkolnych była związana z synem przedsiębiorcy Ivicy Todoricia, Ivanem. Następnie spotykała się ze specjalistą od public relations Lovro Krčarem oraz modelem Nikolą Zorotoviciem.
Udziela się społecznie. W 2008 jej piosenka „Volim biti zaljubljena” została wykorzystana do promocji akcji Pokonajmy raka piersi i macicy (chor. Prekrižimo rak dojke i rak maternice). W 2013 uczestniczyła w projekcie Mali dom, mającym na celu pomoc porzuconym dzieciom z Afryki. 

## Dyskografia
Albumy studyjne
- Lana (2003)
- 1 razlog (2006)
- Volim biti zaljubljena (2008)
- Pobjede i porazi (2012)
- Tabu (2017)

Albumy kompilacyjne
- Kopija (2010)